# Narciso Benítez
El coronel Narciso Benítez, nacido en la que es hoy la república de Colombia, fue el primer Director de la Academia Militar de Honduras desde 1831 hasta 1833.

## Orígenes
Un joven Narciso Benítez se une a las fuerzas libertadoras independentistas de Simón Bolívar, dentro de las cuales participó en varios conflictos militares en lo que era la Tierra Firme o la Gran Colombia. 
Benítez fue acusado de asesinato cometido en Panamá y encarcelado, le valieron sus victorias militares en las cuales participó para no tener que fusilarle; condenado y sin pocos amigos, logró fugarse de la prisión colombiana y embarcarse con destino hacia Centroamérica. 

## Vida en Centroamérica
A principios de 1831, Benítez llegó a las playas de El Salvador procedente de Colombia.
Manuel José Arce, atendiendo una solicitud del Ministro plenipotenciario de Colombia, señor Antonio Morales, el 6 de octubre de 1826 se ordenó la Captura de Benítez logró capturar a Benítez y cuando era transportado hacia aquel país sudamericano, logró escaparse y esconderse en las serranías de Honduras.
En 1827, se unió a las fuerzas que reclutaba un joven Francisco Morazán con el fin de librar a Honduras de la tiranía guatemalteca federalista que derrocó a Dionisio de Herrera y colocando como títere al Coronel Brigadier José Justo Milla. Aparte de Benítez, también se unió un mulato Francisco Ferrera. Dicho ejército le sirvió para librar la Batalla de La Trinidad en el mes de noviembre de 1827 y arrebatar del poder a los conservadores federales. 
En 1828 el coronel Narciso Benítez venció al Comandante o Jefe Vicente Gollenaga, en San Ildefonso, entre «El Jocotal"
En 1831 el presidente hondureño coronel José Antonio Márquez funda la Escuela Militar de Honduras y nombra como Director al oficial colombiano Narciso Benítez.
El 22 de febrero de 1833 el general Narciso Benítez, acusado de insubordinación, ataca dos veces el cuartel de San Miguel en El Salvador, para desbaratar a los insurrectos de "Yaguantique" y "La Puerta".
En Batalla en Ahuachapán, El Salvador, salió herido el coronel Benítez, falleció el sargento segundo y dos clases hondureños. También resultó mortalmente herido el oficial federal Subteniente Francisco Ríos.
En 1839 el jefe de las Fuerzas Salvadoreñas, general Francisco Morazán organiza el Ejército y nombra jefes de Estado Mayor a los Generales José Trinidad Cabañas y Enrique Rivas y Segundo al Coronel Narciso Benítez. Con seiscientos hombres sale de San Salvador para combatir a los invasores y se sitúa en la Hacienda San Francisco, cerca del Río Lempa. Su misión era enfrentarse a las fuerzas nicaragüenses y hondureñas; para contener al coronel Bernardo Méndez "El Pavo" que comandaba a mil leoneses y ya había tomado San Miguel. Morazán dejó a Benítez y un refuerzo en la Hacienda San Francisco para retener a Méndez, mientras él marcharía hacia Cojutepeque a combatir a las fuerzas de Francisco Ferrera Benítez fue sorprendido, derrotado y falleció en combate el 6 de abril.

## Reconocimientos póstumos
Se le reconoce al coronel Narciso Benítez la fundación del poblado de Nueva Esparta mientras fungía como Gobernador militar de San Miguel y segundo jefe de las Fuerzas Morazanistas en 15 de diciembre de 1838, siendo aprobado el 13 de enero de 1841. Además Sociedad, poblado fundado por el mismo Benítez en 1838. También fundó el poblado de Bolivar, en 1831 y en honor de su antiguo comandante el general Simón Bolívar. El caserío de Muyutepec se erigió un pueblo, con el nombre de Carolina, en el año de 1838, siendo gobernador del extenso departamento de San Miguel el coronel colombiano don Narciso Benítez, se le llamó así en honor del lugar Villa Carolina, Antioquía, en Colombia lugar de nacimiento del militar.